# Danso
El danso (també anomenat tanso) és una flauta vertical de bambú, amb una osca en forma d'U al seu extrem superior que serveix d'embocadura. és utilitzada a la música tradicional coreana, i va ser tocada primer de tot durant la Dinastia Joseon. És feta de bambú, però des del segle XX també se'n construeixen de plàstic. Va ser importada de la Xina al segle xix, on era anomenada duanxiaon en xinès 短簫 (duǎnxiāo; literalment: "xiao curt". El nom coreà és només la transliteratció del xinès, una variant curta del xiao.
L'instrument se sol emprar com una eina educativa en escoles primàries coreanes, com la flauta de bec a les escoles occidentals.
El danso té quatre forats a la part posterior i un forat pel dit polze al darrere. La tesitura és dues octaves, anant de Sol greu a Sol agut. Els sons més greus es fan només bufant, mentre que els aguts es fan segons la força de l'aire bufat.
El dan en el nom de l'instrument significa "curt," i so es refereix a l'entallat del final. Una altra variant d'aquest tipus de flauta coreana, vertical, de bambú és el tungso (洞簫), més llarg.